# Oroszi
Oroszi là một thị trấn thuộc hạt Veszprém, Hungary. Thị trấn này có diện tích 4,74 km², dân số năm 2010 là 137 người, mật độ 29 người/km².